# 半素食主義
半素食主義（英文：Semi-vegetarianism），又或稱彈性素食主義（英文：Flexitarianism 或 Flexitarism） ，多指人在一週中有一天或以上不食用肉類。 英語來源為彈性"flexible"和素食主義"vegetarianism"的結合，以表示比起素食主義的飲食模式擁有更多彈性空間，是一種以蔬食為中心佐以少量肉品的飲食模式。
某些特定彈性素食主義的基礎在於從飲食中完全去除某些種類的動物製品而非僅專注於減少食用肉品的頻率，這種例子包含但不限於：減少一半肉類的半肉素食主義（英文：Demitarianism）、不食用肉類但可以食用海鮮的魚素主義（英文：Pescetarianism）、不食用海鮮和哺乳類但可以食用家禽類的禽素主義（英文：Pollotarianism）、以蔬食為主但可以食用極少量海鮮的大自然長壽飲食（英文：Macrobiotic diet）等。
在彈性素食主義興起後，該觀念開始於全球盛行。根據數據顯示，英國國民中彈性素食主義者的比率在2018年為34%；而美國則是在2020年達到了36%。此外，荷蘭瓦赫寧恩大學調查也指出：比利時和荷蘭國民中自稱彈性素食主義者在2020年快速增加，其比率分別來到30%以上和40%以上。

## 類型
事實上，有多種不同型態的半素食主義，有些旨在降低動物性製品的攝取頻率，有些則是以嚴格限制特定食物或特定動物種類的攝取為其核心原則。
以下為幾種常見的半素食主義類型:
- 半肉素食主義（Demitarianism）： demi-為「一半」的意思，出於對環境保護與食物安全的考量，推行肉類攝取量減半的素食主義[6]。demitarianism 一詞於2009年在法國巴爾薩克（Barsac）舉行的Europe（NinE）與 Biodiversity in European Grasslands: Impacts of Nitrogen（BEGIN）聯合工作坊中制訂並倡議[13]。

- 魚素主義（Pescetarianism）：又稱「海鮮素」，不食用牛、豬、禽類等陸地動物，但仍可以食用海鮮（如魚類、貝類），亦食用(或不食用)蛋奶類製品。相較於飼養於陸地的動物需消耗大量土地與水等資源，選擇魚素主義的人們相信食用海鮮對環境的衝擊較小[14]，且海鮮為優質的蛋白質來源[15]。

- 禽素主義（Pollotarianism）：僅以禽類（如雞、鴨等）作為肉類來源，但不食用哺乳動物的肉，即所謂的「紅肉」，可食用乳製品。其動機除了環境保護之外，選擇禽素主義的人也相信白肉相較於紅肉為較健康的肉類來源，例如：紅肉的飽和脂肪含量較白肉高[16]。

- 地球健康飲食指南（Planetary health diet （页面存档备份，存于））[17]：地球健康飲食指南（the EAT-Lancet commission）由醫學期刊《刺胳針》（The Lancet）在2019年提出，以科學證據為基礎，改善不良飲食習慣及避免環境災難[18]，其願景為在2050年滿足100億人口的地球健康飲食。沃爾特·威利特教授（Walter C. Willett）表示：「全球攝取蔬菜、水果、豆類和堅果的量需加倍，而紅肉和糖類須減少超過50％。以大量植物為基礎和少量動物來源的飲食可以同時促進健康和環境利益。」。而主要執行指標有二：

1.健康的飲食：醫學期刊《刺胳針》提供理想的卡路里攝取標準，每日2500千卡。且以大量多樣的植物為基礎、少量動物來源、包含不飽和脂肪酸和有限的精緻穀物、高度加工食物和添加糖。飲食標準如以下表格。
|            | 巨量營養素每日攝取量（克）                                                                                    | 每日卡路里（千卡）  |
| ---------- | --- | ------------------- |
| 全穀類     | 232 | 811                 |
| 塊莖類蔬菜 | 50 (0-100) | 39                  |
| 蔬菜       | 300 (200-600)                                                                                                 | 78                  |
| 水果       | 200 (100-300)                                                                                                 | 129                 |
| 乳製品     | 250 (0-500)                                                                                                   | 153                 |
| 蛋白質來源 | 牛、羊、豬：14 (0-28) 雞和其他禽類：29 (0-58) 蛋：13 (0-25) 魚：28 (0-100) 豆類：75 (0-100) 堅果類：50 (0-75) | 30 62 19 40 284 291 |
| 添加油     | 不飽和油：40 (20-80) 飽和油：11.8 (0-11.8)                                                                    | 354 96              |
| 添加糖     | 31 (0-31) | 120                 |
2.永續的食物生產：此指南建立一套全球食物生產標準，以限制食物生產對環境影響的上限，降低地球環境中不可逆且潛在的災難性改變。
| 地球系統使用   | 控制變數     | 限制                                                          |
| -------------- | ------------ | ------------------------------------------------------------- |
| 氣候變遷       | 溫室氣體排放 | 5 Gt CO2-eq*yr−1 (4.7 – 5.4 Gt CO2-eq*yr−1)                   |
| 土地系統改變   | 農田使用     | 13 M km2 (11–15 M km²)                                        |
| 乾淨水使用     | 水使用       | 2,500 km³*yr−1 (1000–4000 km³*yr−1)                           |
| 氮循環         | 氮應用       | 90 Tg N yr−1 低範圍(65–90 Tg N yr−1) 高範圍(90–130 Tg N yr−1) |
| 磷循環         | 磷應用       | 8 Tg P yr−1 低範圍(6–12 Tg P yr−1) 高範圍(8–16 Tg P yr−1)     |
| 生物多樣性消失 | 滅絕速率     | 10 E/MSY (1–80 E/MSY, extinctions per million species-years)  |
- 長壽飲食法（Ｍacrobiotic diet）：是一種由禪宗（Zen Buddhism）發展出的食物盲從現象（fad diet）。由日本哲學家George Ohsawa所發展，其原則源自於古代亞洲的「陰陽」哲學，藉由食物的攝取達到體內的和諧（harmony）[19]。然而目前並無高證據品質的實證（high-quality clinical evidence）證實其對癌症或其他疾病有所幫助[20]。食物內容包含：與季節一致的全穀類和傳統食物，食用少於1%的肉類、禽類、乳製品。穀物（如糙米）是主食，並供以新鮮蔬菜、豌豆、堅果、豆類、水果，偶爾食用魚類。[10]